# Middlesbrough
Middlesbrough és una ciutat del North Yorkshire, al nord-est d'Anglaterra. Actualment és la ciutat més gran i poblada del municipi de Middlesbrough, l'any 2006 tenia uns 138.400 habitants. És la primera ciutat del món que deu la seva existència al ferrocarril. Històricament formava part del North Riding of Yorkshire, però el 1968 la ciutat va ser el centre del comtat de Teesside, que va ser absorbit al seu torn pel comtat de Cleveland el 1974. Ja el 1996 Cleveland va ser abolit i el municipi de Middlesbrough va prendre entitat pròpia, inclòs dins del comtat de North Yorkshire, una de les tres subdivisions de l'antic comtat de Yorkshire.
Middlesbrough és diferent de la resta de districtes de Teesside, estant urbanitzat gairebé del tot i sent la major ciutat en termes d'àrea i població és també el districte més petit. No obstant això, localment també es coneix com a Middlesbrough una part més gran que inclou South Bank, a North Yorkshire i Eston, al municipi veí de Redcar and Cleveland.
Middlesbrough se situa al sud de la riba del riu Tees, a uns quilòmetres dels afores del parc nacional de North York Moors.
El port de Teesport és el segon més gran del Regne Unit, i es troba aproximadament a 5 km a l'est. Per la seva banda, l'aeroport de Teesside Airport es troba a uns 13 km a l'oest, prop de Darlington. Al nord-est de Middlesbrough, l'estuari del riu Tees que alberga una colònia de cria de foques, té extenses platges sorrenques en ambdues direccions. Uns 7.000 salmons i 13.000 truites marines van migrar riu amunt a través de l'estuari l'any 2000.

## Geografia i administració
Middlesbrough es va incorporar com a municipi el 1853. Va estendre les seves fronteres el 1866 i el 1887, i va arribar a ser un comtat sota el decret del govern local el 1888. Un districte, anomenat Middlesbrough Rural District, es va formar el 1894, cobrint l'àrea rural del sud de la ciutat. Va ser abolit el 1932, i en part va anar a formar part del municipi del comtat, però principalment va passar al districte de Stokesley, Stokesley Rural District. El 1890 a l'estat nord-americà de Kentucky, una nova ciutat va ser incorporada amb el mateix nom. Aquest nom homònim que se li va donar va ser a causa del descobriment de dipòsits de ferro a la regió.
Middlesbrough està agermanada amb la ciutat alemanya d'Oberhausen, Masvingo a Zimbàbue i Dunkerque a França. Aquesta última germanor va sorgir de l'evacuació de Dunkerque de la Força Expedicionària Britànica (British Expeditionary Force) durant la Segona Guerra Mundial, en la qual la quarta part dels vaixells involucrats van ser des de Teesport, el port de la ciutat.

## Història
Encara que sovint es pensa que és un assentament amb una història no gaire llarga, el nom de Middlesbrough té unes arrels més antigues. Mydilsburgh és el primer nom que se li coneix. La part final del nom, '-burgh', provinent de l'anglès antic burhan, que significa fortalesa, indica que abans hi havia establerta una vella fortalesa o assentament d'origen pre-anglosaxó. La derivació a brough va donar un nom més característic en un país on l'alternativa borough estava més associada amb el nom de les ciutats.
Només fixant-se en el primer element del nom, Mydil, es pot creure que és un desenvolupament de la paraula Middel en anglès antic (que hauria derivat en middle, suposadament per trobar-se enmig de dues urbs cristianes com Durham i Whitby). La fortalesa va estar, probablement, situada a l'elevació on l'església d'arquitectura victoriana St Hilda posteriorment va ser construïda (i enderrocada el 1969).

### Història medieval
El 686 una cel·la monàstica va ser consagrada per Sant Cuthbert de Lindisfarne a requeriment de Santa Hilda, abadessa de Whitby, i el 1119 Robert Bruce, 1r Lord de Cleveland i d'Annandale, va subvencionar i va confirmar l'església de Santa Hilda de Middleburg a Whitby. Fins al seu tancament en la dissolució dels monestirs per Enric VIII d'Anglaterra el 1537, l'església va ser mantinguda per 12 benedictins. La importància de l'església primerenca en "Middleburg", coneguda més endavant com a priorat de Middlesbrough, és indicada pel fet que el 1452 va posseir quatre altars.
Després dels anglosaxons l'àrea va ser colonitzada per vikings. Els noms vikings son abundants en l'àrea: Thornaby, Ormesby, Stainsby, Lackenby, Maltby, Normanby, Tollesby, Ingleby (Barwick) i Lazenby, que eren pobles vikings, però ara formen suburbis de Middlesbrough. Lazenby era el llogaret que pertanyia a un Leysingr - Freeman, Normanby, llogaret d'un Norseman i Danby (en el veí Yorkshire del nord), llogaret d'un danès. El Mydilsburgh conegut és de la forma registrada més primerenca dels anglosaxons (400 a 1000), mentre que moltes de les aldees ja esmentades apareixen en el llibre de Domesday de l'any 1086.

### Història postindustrial
El 1801, Middlesbrough tenia 25 habitants en quatre granges, però durant l'última meitat del segle xix va experimentar un creixement sense igual a Anglaterra. El desenvolupament primer va començar amb la compra de la granja el 1829 per part d'un grup quaker d'homes de negocis, dirigits a prop per Darlington, l'industrial, que va veure les possibilitats de Middlesbrough com a port pel carbó de l'est del nord. Quatre carrers inicials, conduint a la plaça del mercat, van ser construïts. La seva causa va ser facilitada per una extensió el 1830 del ferrocarril de Stockton i de Darlington al lloc. Amb el descobriment del ferro als turons d'Eston el 1850 la ciutat es va expandir més. El creixement ràpid de la ciutat va ser imparable fins als actuals 150.000 habitants. Per molts anys en el segle xix el seu port va fixar el preu del món pel ferro i l'acer. El Pont del port de Sydney (1932) va ser dissenyat i construït a Middlesbrough. Les grans acereries, les plantes químiques, la construcció naval que van sorgir van contribuir a la prosperitat de la Gran Bretanya. Middlesbrough va tenir la distinció de ser la primera ciutat britànica principal i industrial de ser bombardejada durant la Segona Guerra Mundial. També Middlesbrough era el segon blanc a la llista de la Unió Soviètica de blancs nuclears britàniques durant la Guerra Freda, a causa de la barreja de la industrialització pesada, a una planta d'energia atòmica, a un port important, i a una mà d'obra experta.

### Green Howards
The Green Howards era un regiment d'infanteria molt associat amb la ciutat de Middlesbrough i l'àrea sud del riu Tees. En el seu inici es va formar a Dunster Castle, Somerset el 1688 pel servei al rei Guillem d'Orange i al rei Guillem III. El 1782 aquest famós regiment es va unir al "North Riding of Yorkshire". A mesura que Middlesbrough creixia, la seva població es va convertir en un lloc principal de reclutament. The Green Howards era part de la King's Division.

## Llocs coneguts
- Tees Newport Bridge
- Middlesbrough Transporter Bridge
- Riverside Stadium
- Centre North East
- Spectra Txt (Text Tower)

### La nit
Durant el curs universitari, Middlesbrough és plena d'ambient nocturn durant tota la setmana, mentre que en les vacances els dies més animats són de dijous a diumenge. El local més popular és "the Empire" al centre de la ciutat. També hi ha esdeveniments de música dance i hip-hop.
El "Club Bongo" és un altre local popular els caps de setmana, localitzat prop de l'estació de tren. "The Crown" a Linthorpe Road, Cornerhouse, Barracuda és també bastant popular. També hi ha un Cineworld al Middlesbrough Leisure Park i un Showcase cinema situat a la part de Teesside Park de Middlesbrough.

### Política
Middlesbrough i l'àrea que l'envolta tenen 2 membres en el parlament. Tradicionalment ha estat un feu laborista, a causa, sobretot, a la seva història industrial.

## Esports

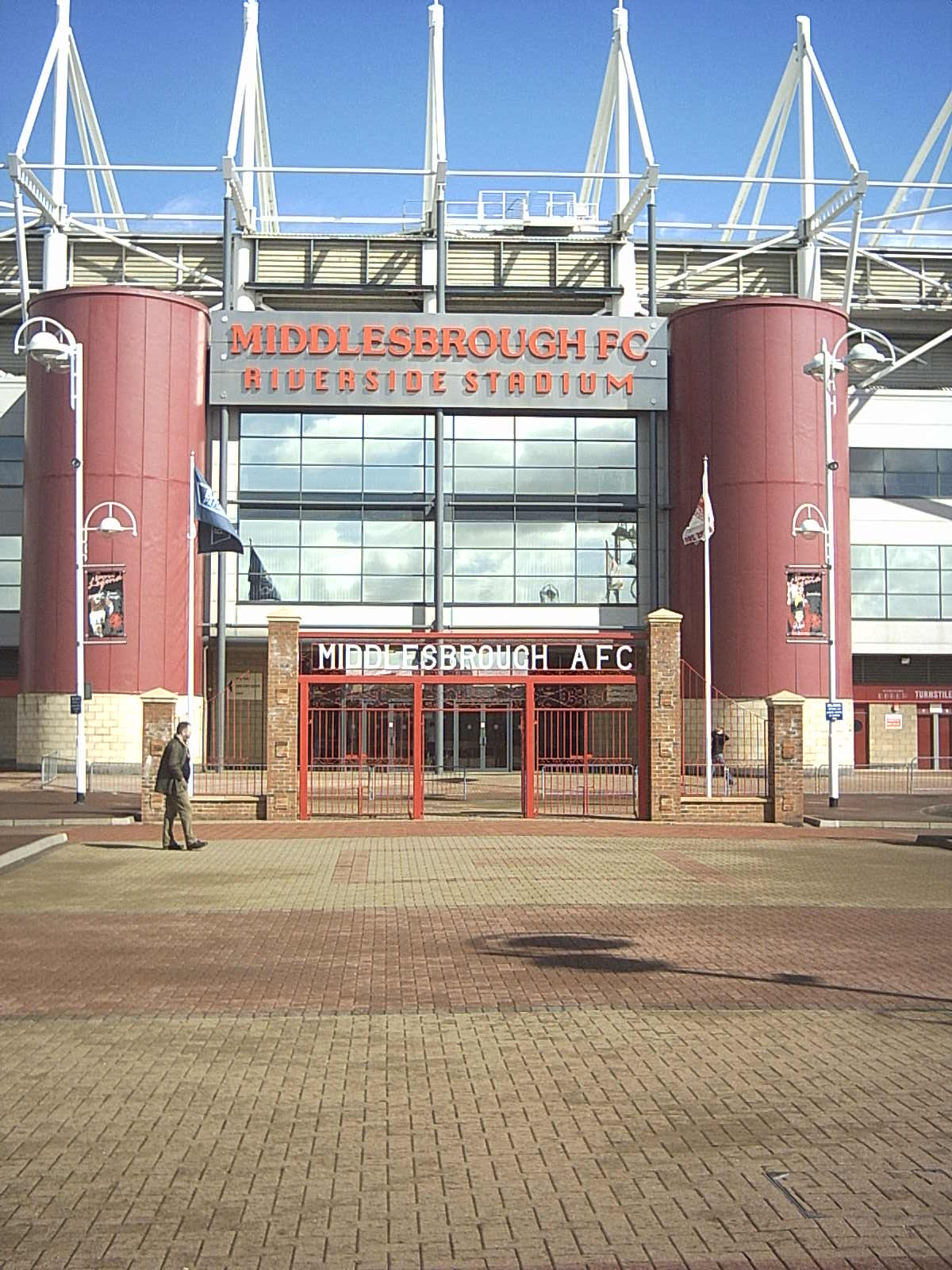
El Riverside Stadium a l'any 2006.

L'equip de futbol de la Football League Championship, Middlesbrough FC, propietat d'un empresari local, Steve Gibson, té la seu al Riverside Stadium, (En els anys noranta es va traslladar des del seu feu tradicional a Ayresome Park). Després d'haver suportat 128 anys sense cap gran trofeu, Middlesbrough va guanyar finalment la Carling Cup el 2004, batent el Bolton Wanderers per 2-1 a la final al Millennium Stadium de Cardiff. Un altre equip de la ciutat era el Middlesbrough Ironopolis FC, actualment desaparegut per fallida.
La temporada 2005-2006, després d'haver acabat setè en la Premier League en la temporada anterior, va participar en la Copa de la UEFA, arribant per primera vegada en la seva història fins a la final. Després d'eliminar l'FC Basel i l'Steaua Bucarest per 4-3 en el primer partit i 0-3 en la tornada de les dues eliminatòries. A la final celebrada al Philips Stadion el 10 de maig de 2006 va caure derrotat enfront del Sevilla FC.

## Televisió i filmografia
Middlesbrough ha aparegut en múltiples programes de televisió com 'The Fast Show', 'River City Blues', 'Spender' i 'Auf Wiedersehen, Pet'. L'empresa de televisió 'Tyne Tees Television' solia donar les notícies per a les regions del sud des dels seus estudis, situats a la 'Corporation House', abans de traslladar-se a les seves noves instal·lacions a Billingham.

## Persones il·lustres

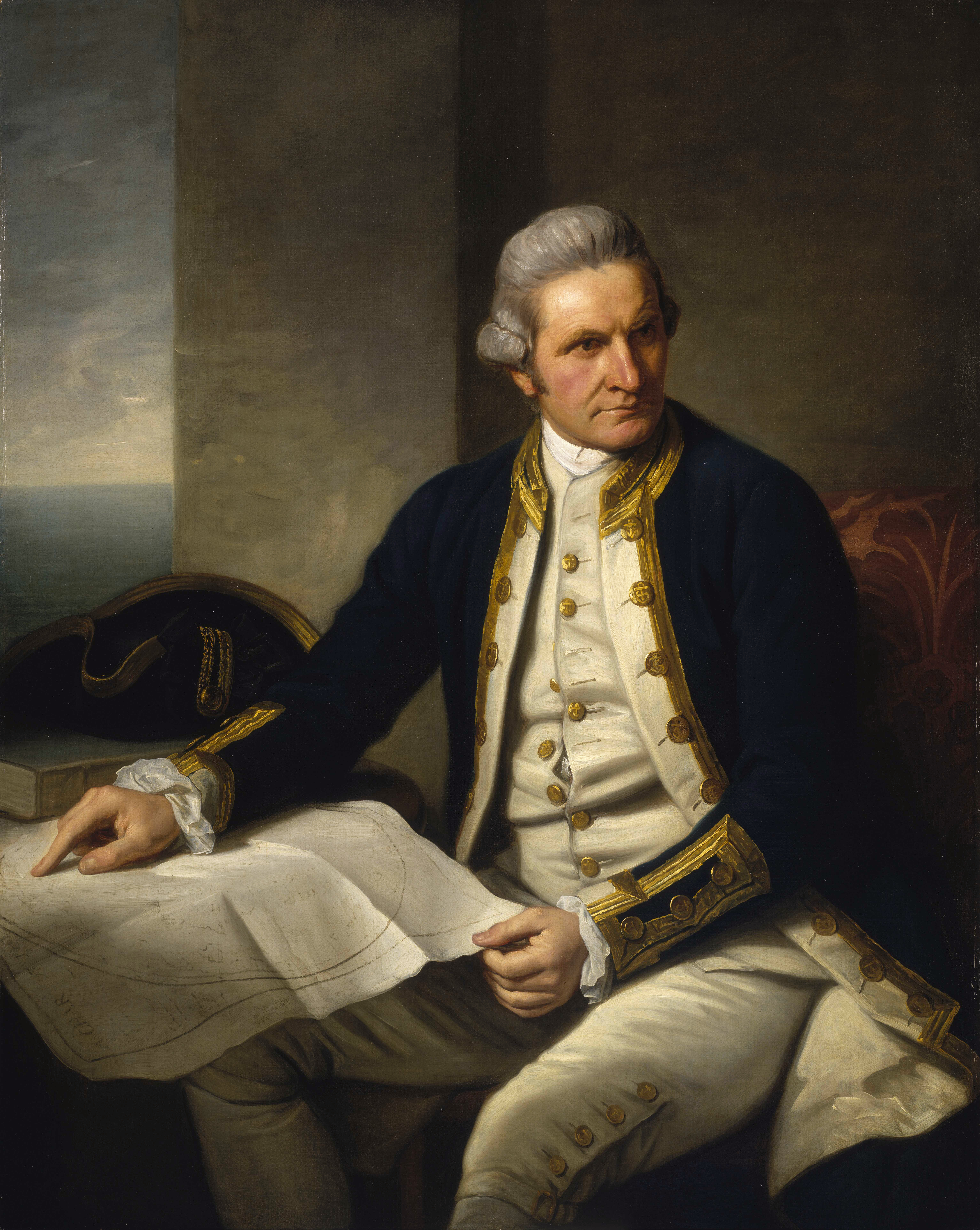
James Cook, retrat de Nathaniel Dance, 1775, National Maritime Museum, Greenwich.

- El capità James Cook, famós explorador, navegant i cartògraf va néixer a Marton, que és actualment un suburbi al sud-est de Middlesbrough.
- Brian Clough, jugador i entrenador de futbol. Va marcar 197 gols per al Middlesbrough FC i després, com a entrenador, guanyaria diversos títols nacionals i continentals amb el Derby County i el Nottingham Forest.
- Florence Easton (1882-1955) soprano.